# Suriname nos Jogos Pan-Americanos de 1995
O Suriname competiu na 12º edição dos Jogos Pan-Americanos, realizados na cidade de  Mar del Plata, na Argentina.